# José Mariano Benítez de Lugo Guillén

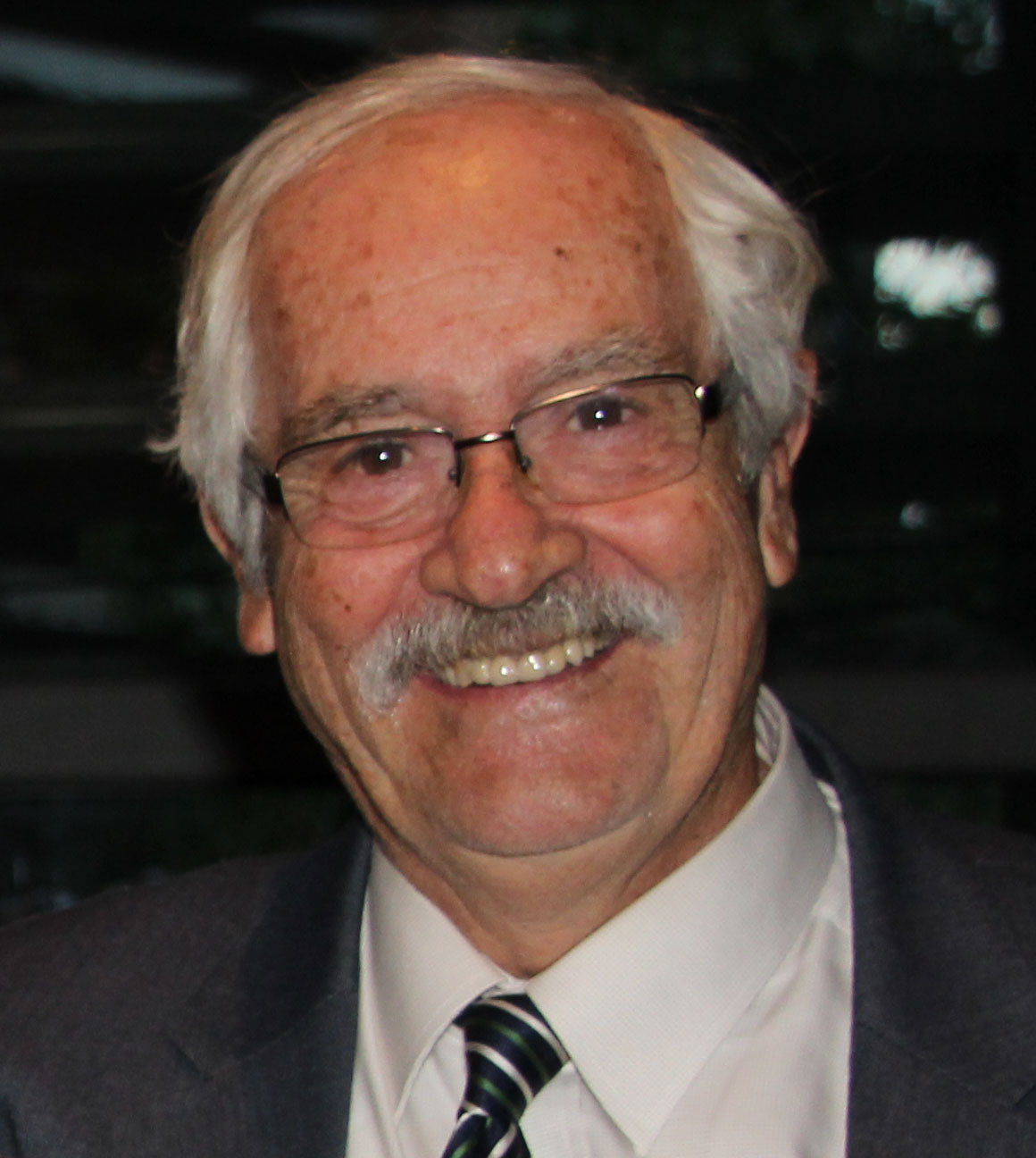
Mariano Benítez de Lugo

José Mariano Benítez de Lugo Guillén (Madrid, 5 de enero de 1941) es un abogado español. Presidente Honorario de la Asociación de Abogados Demócratas por Europa (ADADE) y Patrono de Iniciativas para la Paz (FUNDIPAX).

## Trayectoria
Abogado conocido por sus actuaciones en procesos penales como acusador popular. Personado en casos de trascendencia como Gürtel, venta de viviendas públicas a Fondos Buitre (Emvs e Ivima), los papeles de Bárcenas, donde instó en primer lugar la exigencia de responsabilidades civiles a Luis Bárcenas y su ingreso en prisión; caso Rato y acusador en el Madrid Arena entre otros. Ha escrito numerosos artículos, colaborado en prensa escrita, dado conferencias y participado en debates de TV siempre sobre diversos temas jurídicos. Desde 2012 presta una colaboración periódica en la revista El Siglo, semanario de información general titulada "La Quincena Judicial".

## Reconocimientos
- Medalla de Honor del Colegio de Abogados de Madrid 2016
- Cruz de Honor de la Orden de San Raimundo de Peñafort por méritos a la Justicia 1987
- Medalla de la Orden del Mérito Constitucional (2025).[1]

## Publicaciones
- La protección judicial de los derechos inmobiliarios inscritos. Editorial Dykinson.(2002).
- El proceso del artículo 41 de la Ley Hipotecaria. Edijus.(1990)
- El municipio y sus elementos esenciales. Editorial Dykinson.(1986)
- Una selección de sus publicaciones pueden consultarse en Dialnet.

## Resumen de su trayectoria profesional
- Licenciado en Derecho por la Universidad de Madrid en 1963
- Cursos de doctorado en Derecho en la Universidad Complutense de Madrid 1966-1967
- Letrado del Banco Exterior de España desde 1964 a principios de 1971, momento en el que fue "invitado" a marcharse por haber asistido como observador del Grupo de Abogados Jóvenes a las sesiones del Consejo de Guerra de Burgos en diciembre de 1970.
- En 1972 es nombrado Letrado del Banco de Crédito Local, cargo al que no le dejan tomar posesión por su desafección al régimen.
- En 1974 es invitado por el Departamento de Estado de EE.UU para un "stage" de análisis y valoración del sistema político y judicial norteamericano.
- Profesor en el máster para el Ejercicio de la Abogacía impartido por la Universidad Carlos III de Madrid ( 1992-2012)
- Director general de Administración Local. Ministerio de Administración Territorial (1983-1985)
- Observador de la ONU/Ministerio de Asuntos Exteriores, en las elecciones de Nicaragua 1990.
- Profesor en el máster para el Ejercicio de la Abogacía impartido por la Universidad Carlos III de Madrid ( 1992-2012)
- Conferencias sobre el sistema penológico democrático (contra la pena de muerte) en Guatemala (2004) y Filipinas (2005).
- Titular del Bufete Benítez de Lugo, creado en 1920 por su padre. Cuenta con varios colaboradores Letrados, con actividad profesional en toda España.